# Dimitri Ivanovich Dolgorukov

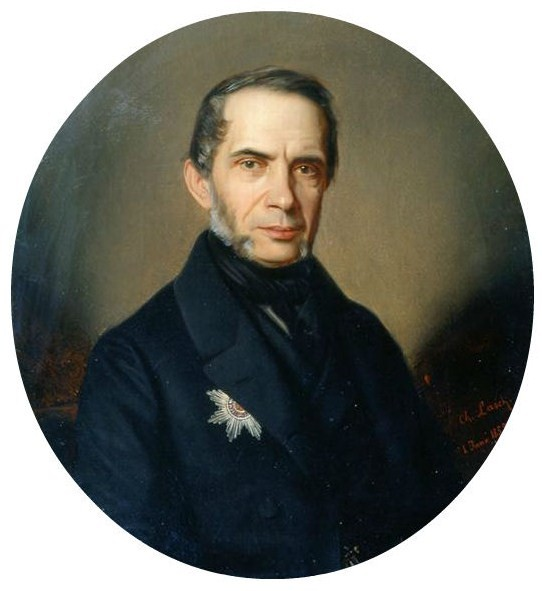
Dimitri Ivanovich Dolgorukov por Carl Johann Lasch, 1855

El príncipe Dimitri Ivanovich Dolgorukov (1797–1867), también conocido como Dolgorouki o Dolgoruki, fue un diplomático de carrera de una las más prominentes familias de Rusia.
Tuvo varios cargos destinos diplomáticos. Primero en Estambul, Imperio otomano, y luego en la embajada rusa en Madrid, España, entre 1826 y 1830.
En mayo de 1829 viajó con el diplomático estadounidense y escritor Washington Irving de Sevilla a Granada y se instaló con Irving en la Alhambra aquel mes. También fue diplomático en La Haya, entre 1832 y 1837, en Nápoles entre 1838 y 1842 y de nuevo en Estambul entre 1842 y 1845.
También fue diplomático ruso en Irán entre 1845 y 1854. Dolgorukov se retiró del servicio diplomático en 1854 y murió en 1867.